# Huis van Afgevaardigden (Wit-Rusland)

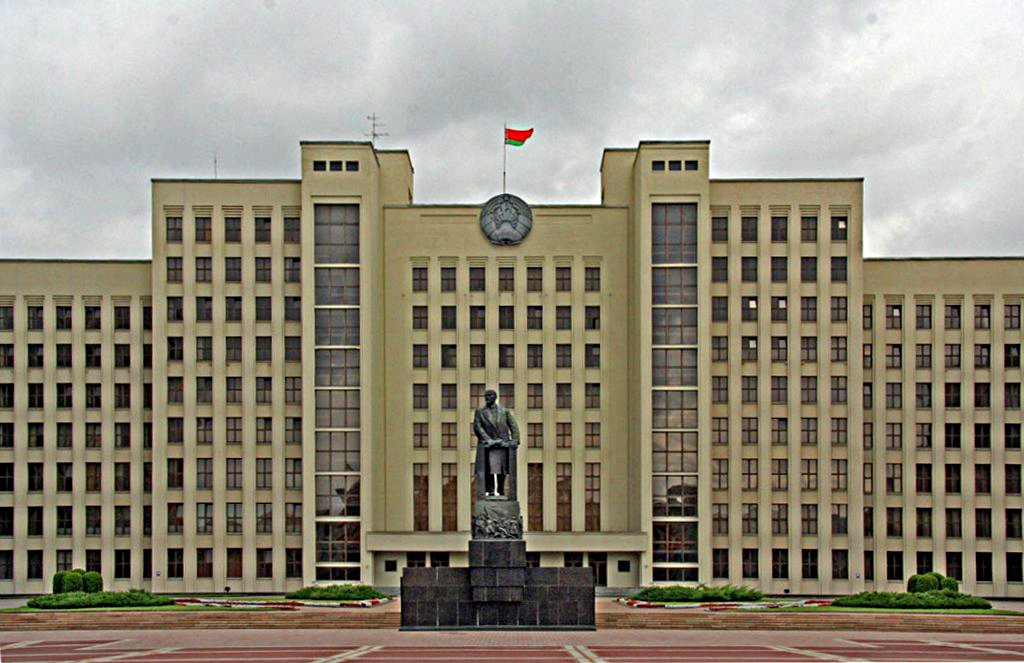
Zetel van het Huis van Afgevaardigden

Het Huis van Afgevaardigden (Wit-Russisch: Палата Прадстаўнікоў, Palata Pradstawnikow, Russisch: Палата Представителей, Palata Prědstavitělěj) is het lagerhuis van het twee kamers tellende Wit-Russische parlement, de Nationale Vergadering.
Het Huis van Afgevaardigden telt 110 leden die op basis van vrij, enkelvoudig en direct stemrecht worden gekozen. Iedere burger van 21 jaar en ouder heeft in Wit-Rusland stemrecht. Om gekozen te worden moet je ten minste 30 jaar oud zijn en tien jaar hebben gewoond in het kiesdistrict (Oblast) waar je je voor kandideert. Het Huis van Afgevaardigden wordt voor een periode van 4 jaar gekozen. Het Huis komt gedurende twee sessies per parlementair jaar bijeen. De eerste sessie begint op 2 oktober en duurt 80 dagen, de tweede sessie begint op 2 april en duurt 90 dagen. Wanneer de eerste dag van een sessie op een rust- of feestdag valt, dan begint een sessie een dag later.
De meeste leden van het Huis van Afgevaardigden (89) zijn partijloos, slechts 21 zijn er lid van politieke partijen. Praktische alle leden van het Huis steunen president Aleksandr Loekasjenko. De laatste parlementsverkiezingen waren de parlementsverkiezingen van 2019.